# Canoa/kayak ai Giochi della XXVIII Olimpiade - K1 500 metri maschile

## Batterie
Hanno partecipato alle batterie di qualificazione 28 atleti, suddivisi in 4 batterie di qualificazione: i primi 27 si sono qualificati per le 3 gare di semifinale.
24 agosto 2004
| Posizione | Atleta               | Nazione   | Tempo    | Note |
| --------- | -------------------- | --------- | -------- | ---- |
| 1         | Eirik Verås Larsen   | Norvegia  | 1:36.905 | Q    |
| 2         | Nathan Baggaley      | Australia | 1:37.997 | Q    |
| 3         | Bâbak Amir-Tahmasseb | Francia   | 1:39.401 | Q    |
| 4         | Michael Kolganov     | Israele   | 1:39.745 | Q    |
| 5         | Kimmo Latvamaki      | Finlandia | 1:40.645 | Q    |
| 6         | Anders Gustafsson    | Svezia    | 1:40.689 | Q    |
| 7         | Andrej Škiotov       | Russia    | 1:40.809 | Q    |

| Posizione | Atleta            | Nazione       | Tempo    | Note |
| --------- | ----------------- | ------------- | -------- | ---- |
| 1         | Ian Wynne         | Gran Bretagna | 1:37.341 | Q    |
| 2         | Ákos Vereckei     | Ungheria      | 1:37.589 | Q    |
| 3         | Petăr Merkov      | Bulgaria      | 1:38.725 | Q    |
| 4         | Andrea Facchin    | Italia        | 1:40.025 | Q    |
| 5         | Carlos Pérez Rial | Spagna        | 1:40.149 | Q    |
| 6         | Anton Rjachov     | Uzbekistan    | 1:42.253 | Q    |
| 7         | Liu Haitao        | Cina          | 1:43.337 | Q    |

| Posizione | Atleta             | Nazione    | Tempo    | Note |
| --------- | ------------------ | ---------- | -------- | ---- |
| 1         | Adam van Koeverden | Canada     | 1:37.591 | Q    |
| 2         | Javier Correa      | Argentina  | 1:38.675 | Q    |
| 3         | Lutz Altepost      | Germania   | 1:38.859 | Q    |
| 4         | Emanuel Silva      | Portogallo | 1:40.067 | Q    |
| 5         | Sebastián Cuattrin | Brasile    | 1:40.999 | Q    |
| 6         | Martin Chorváth    | Slovacchia | 1:42.383 | Q    |
| 7         | Simon Faeh         | Svizzera   | 1:42.415 | Q    |

| Posizione | Atleta               | Nazione       | Tempo    | Note |
| --------- | -------------------- | ------------- | -------- | ---- |
| 1         | Alan van Coller      | Sudafrica     | 1:40.089 | Q    |
| 2         | Rami Zur             | Stati Uniti   | 1:40.349 | Q    |
| 3         | Alvydas Duonėla      | Lituania      | 1:40.365 | Q    |
| 4         | Paweł Baumann        | Polonia       | 1:42.581 | Q    |
| 5         | Apostolos Papandreou | Grecia        | 1:44.217 | Q    |
| 6         | Tony Lespoir         | Seychelles    | 2:02.669 | Q    |
| 7         | Steven Ferguson      | Nuova Zelanda | 2:06.937 |      |

## Semifinali
I primi tre atleti di ogni semifinale si sono qualificati per la finale.
26 agosto 2004
| Posizione | Atleta             | Nazione    | Tempo    | Note |
| --------- | ------------------ | ---------- | -------- | ---- |
| 1         | Eirik Verås Larsen | Norvegia   | 1:38.361 | Q    |
| 2         | Ákos Vereckei      | Ungheria   | 1:38.737 | Q    |
| 3         | Javier Correa      | Argentina  | 1:39.525 | Q    |
| 4         | Alvydas Duonėla    | Lituania   | 1:40.253 |      |
| 5         | Anton Rjachov      | Uzbekistan | 1:40.737 |      |
| 6         | Kimmo Latvamaki    | Finlandia  | 1:40.753 |      |
| 7         | Andrej Škiotov     | Russia     | 1:40.765 |      |
| 8         | Sebastián Cuattrin | Brasile    | 1:42.213 |      |
| 9         | Paweł Baumann      | Polonia    | 1:43.125 |      |

| Posizione | Atleta               | Nazione       | Tempo    | Note |
| --------- | -------------------- | ------------- | -------- | ---- |
| 1         | Ian Wynne            | Gran Bretagna | 1:38.911 | Q    |
| 2         | Lutz Altepost        | Germania      | 1:39.643 | Q    |
| 3         | Bâbak Amir-Tahmasseb | Francia       | 1:40.467 | Q    |
| 4         | Rami Zur             | Stati Uniti   | 1:40.727 |      |
| 5         | Simon Faeh           | Svizzera      | 1:41.039 |      |
| 6         | Carlos Pérez Rial    | Spagna        | 1:41.335 |      |
| 7         | Emanuel Silva        | Portogallo    | 1:43.051 |      |
| 8         | Michael Kolganov     | Israele       | 1:43.411 |      |
| 9         | Tony Lespoir         | Seychelles    | 2:04.975 |      |

| Posizione | Atleta               | Nazione    | Tempo    | Note |
| --------- | -------------------- | ---------- | -------- | ---- |
| 1         | Adam van Koeverden   | Canada     | 1:38.907 | Q    |
| 2         | Nathan Baggaley      | Australia  | 1:39.031 | Q    |
| 3         | Andrea Facchin       | Italia     | 1:40.387 | Q    |
| 4         | Alan van Coller      | Sudafrica  | 1:41.131 |      |
| 5         | Anders Gustafsson    | Svezia     | 1:41.291 |      |
| 6         | Petăr Merkov         | Bulgaria   | 1:42.207 |      |
| 7         | Martin Chorváth      | Slovacchia | 1:43.095 |      |
| 8         | Liu Haitao           | Cina       | 1:46.179 |      |
| 9         | Apostolos Papandreou | Grecia     | 1:46.627 |      |

## Finale
28 agosto 2004
| Posizione | Atleta               | Nazione       | Tempo    |
| --------- | -------------------- | ------------- | -------- |
|           | Adam van Koeverden   | Canada        | 1:37.919 |
|           | Nathan Baggaley      | Australia     | 1:38.467 |
|           | Ian Wynne            | Gran Bretagna | 1:38.547 |
| 4         | Eirik Verås Larsen   | Norvegia      | 1:38.667 |
| 5         | Ákos Vereckei        | Ungheria      | 1:39.315 |
| 6         | Lutz Altepost        | Germania      | 1:39.647 |
| 7         | Bâbak Amir-Tahmasseb | Francia       | 1:40.187 |
| 8         | Javier Correa        | Argentina     | 1:40.639 |
| 9         | Andrea Facchin       | Italia        | 1:41.575 |